# 藤井保奈美
藤井 保奈美（ふじい ほなみ、1990年2月28日 - ）は、石川県小松市出身の元ハンドボール選手。

## 経歴
小松市立高等学校時代は2006年に日本代表U-16に選ばれた。2007年の全国高等学校ハンドボール選抜大会で優秀選手に選出。高校卒業後は筑波大学へ進学した。
2012年に日本ハンドボールリーグのソニーセミコンダクタへ加入。
2013-14年シーズンはリーグ3位の125得点を記録した。
2015年1月25日の飛騨高山ブラックブルズ岐阜戦で通算200得点を達成。
2018年3月4日のプレステージ・インターナショナル アランマーレ戦で通算300得点を達成。シーズン終了後に現役引退を発表した。

## 詳細情報

### 年度別成績
| 年       | チーム   | 試合 | フィールド 得点 | 率   | 7m      | 合計    | 警告 | 退場 | 失格 |
| -------- | -------- | ---- | --------------- | ---- | ------- | ------- | ---- | ---- | ---- |
| 2012-13  | ソニー   | 15   | 10/44           | .227 | 23/29   | 33/73   | 0    | 0    | 0    |
| 2013-14  | ソニー   | 18   | 88/164          | .537 | 37/50   | 125/214 | 6    | 4    | 0    |
| 2014-15  | ソニー   | 18   | 50/109          | .459 | 7/12    | 57/121  | 4    | 3    | 0    |
| 2015-16  | ソニー   | 11   | 19/55           | .345 | 4/7     | 23/62   | 1    | 0    | 0    |
| 2016-17  | ソニー   | 18   | 19/42           | .452 | 13/15   | 32/57   | 1    | 2    | 0    |
| 2017-18  | ソニー   | 24   | 10/33           | .303 | 21/23   | 31/56   | 0    | 0    | 0    |
| JHL：6年 | JHL：6年 | 104  | 196/447         | .438 | 105/136 | 301/583 | 12   | 9    | 0    |

- 各年度の太字はリーグ最高

### 記録
- フィールドゴール初得点：2012年9月17日、対北國銀行戦（北陸電力福井体育館フレア）[8]
- 7mスロー初得点：2012年9月29日、対HC名古屋戦（中村スポーツセンター）[9]
- 通算200得点：2015年1月25日、対飛騨高山ブラックブルズ岐阜戦（島津アリーナ京都）[5]
- 通算300得点：2018年3月4日、対プレステージ・インターナショナル アランマーレ戦（沖縄県立武道館アリーナ棟）[6]

### 背番号
- 18 (2012年 - 2018年)

## 代表歴

### 日本代表U-16
- 日韓スポーツ交流 (2006年)